# Cardiocondyla longispina
Cardiocondyla longispina är en myrart som beskrevs av Vladimir Aphanasjevich Karavaiev 1935. Cardiocondyla longispina ingår i släktet Cardiocondyla och familjen myror. Inga underarter finns listade.